# Lemvig
Lemvig är en tätort och stad som utgör centralort i Lemvigs kommun i Region Midtjylland i nordvästra Danmark. Tätorten har 6 936 invånare (2017). Staden är omnämnd för första gången år 1234. Den fick privilegier som köpstad (danska: købstad) 1545. I stadens västra del går en museijärnväg, Lemvigs bergbana.